# Krucjata

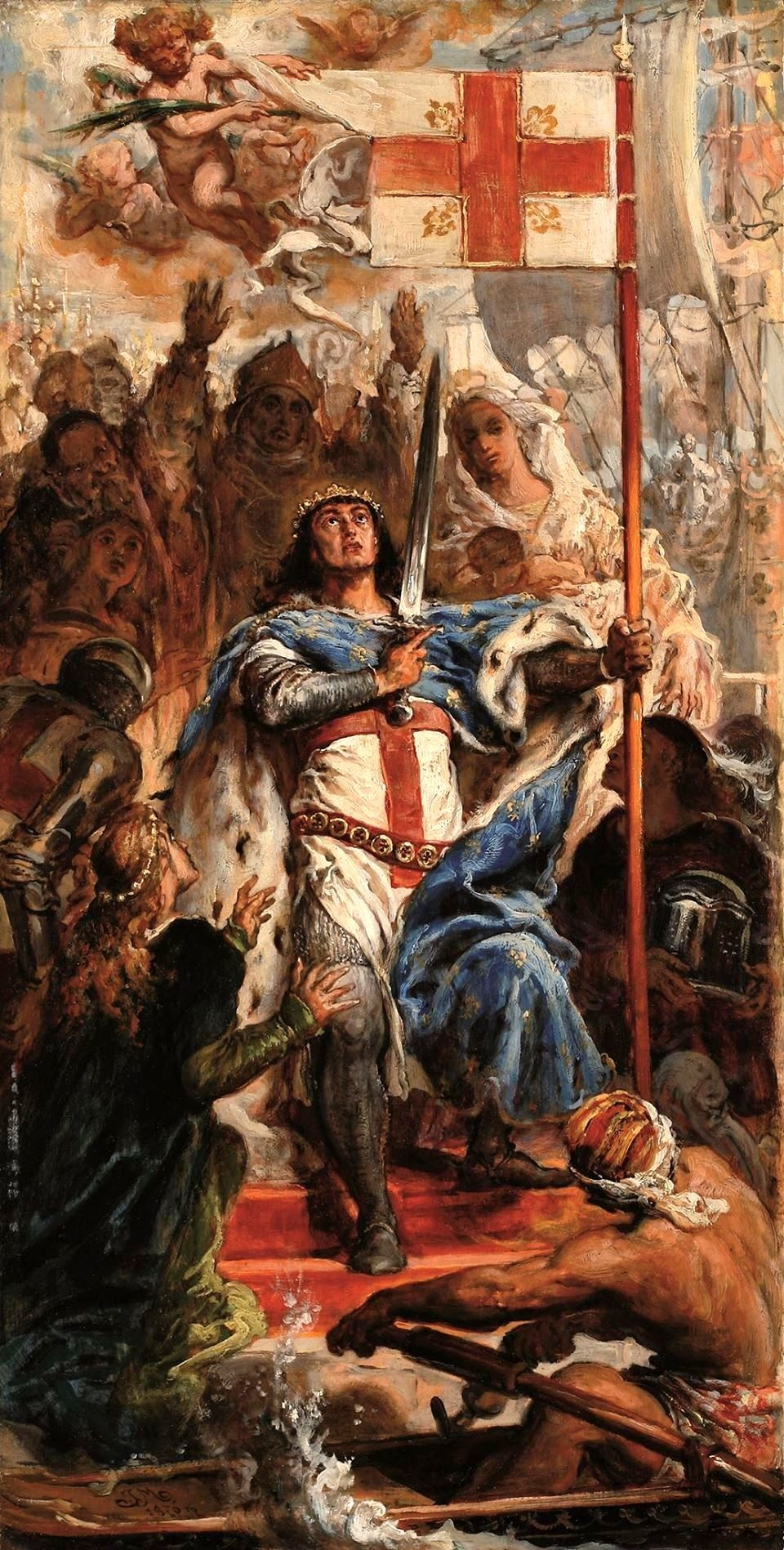
Święty Ludwik wyruszający na wyprawę krzyżową (mal. J. Matejko, 1876)

Krucjaty (łac. crux „krzyż”) – średniowieczne wyprawy zbrojne inicjowane na wezwanie papieża. Formalnie podejmowane jako przedsięwzięcia całego zachodniego chrześcijaństwa przeciwko innowiercom.
Celem wypraw krzyżowych były przede wszystkim państwa i ludy niechrześcijańskie: muzułmanie (Seldżukidzi, Arabowie, Maurowie, Turcy) i poganie (np. Połabianie, Prusowie, Litwini). Jednak wielokrotnie kierowano je także przeciwko chrześcijanom uznawanym za heretyków (np. katarzy, husyci). Choć powody tych wypraw były przede wszystkim religijne, to mieszały się one również z czynnikami politycznymi i ekonomicznymi. Uczestników wypraw krzyżowych określa się mianem krzyżowców.

## Wyprawy krzyżowe przeciw muzułmanom
Do wypraw krzyżowych przeciw muzułmanom historycy zaliczają siedem dużych krucjat i wiele pomniejszych, które były organizowane w latach 1095–1291, czyli od synodu w Clermont do zdobycia Akki przez mameluków. Głównym celem pierwszych wypraw było odzyskanie Ziemi Świętej, a zwłaszcza Jerozolimy. Krucjaty w XIII wieku były też kierowane przeciw muzułmanom w Egipcie i Tunisie. Ponadto IV wyprawa krzyżowa, choć jej pierwotnym celem była Palestyna, została ostatecznie skierowana przeciw prawosławnemu Konstantynopolowi mimo potępienia papieża.
Po 1291 ruch krzyżowy zaczął zamierać, choć nazwą „krucjata”, z łac. crux, tzn. krzyż, określano jeszcze niektóre akcje zbrojne chrześcijan przeciwko muzułmanom (m.in. krucjata aleksandryjska i krucjata nikopolitańska).

### Przyczyny
W okresie średniowiecza ogromne poruszenie w świecie chrześcijańskim wywołało zdobycie Jerozolimy przez muzułmanów w 638 i ponownie przez Turków seldżuckich w 1072 roku. Wskutek tego wiele cennych relikwii chrześcijańskich trafiło w ręce innowierców i zostało przewiezionych w głąb Persji. Oficjalnie deklarowanym przez papieża celem wypraw krzyżowych było odbicie Jerozolimy, w której znajdowały się ważne dla chrześcijan miejsca kultu. W rzeczywistości w momencie rozpoczęcia krucjat Jerozolima była w rękach władców muzułmańskich od ponad 400 lat, a islam i chrześcijaństwo współistniały w mieście we względnym pokoju. Europejscy pielgrzymi odwiedzający Jerozolimę wspominali o tym, że czyniono im pewne trudności, nie były to jednak liczne czy poważne skargi. Na początku XI wieku (kilkadziesiąt lat przed krucjatą) bazylika Grobu Świętego została częściowo zburzona przez chorego psychicznie władcę kalifa Al-Hakima, który zyskał przydomek „Szalony”. Kalif został jednak obalony, gdy ogłosił się bogiem i zaczął prześladować samych muzułmanów.
Wśród przyczyn wypraw krzyżowych wymienić należy:
Przyczyny polityczne
- udzielenie pomocy Cesarstwu Bizantyjskiemu na prośbę cesarza Aleksego I[10];
- dążenia miast włoskich do ożywienia handlu z krajami Bliskiego Wschodu[11].

Przyczyny religijne
- chęć odbicia Jerozolimy, Świętego Grobu Pańskiego i Ziemi Świętej, a następnie obrona tych miejsc przed muzułmanami i ułatwienie dostępu pielgrzymom[12];
- obietnica odpuszczenia kary doczesnej za grzechy, a także uzyskania błogosławieństwa za udział w krucjacie[13][14].

### Lista krucjat

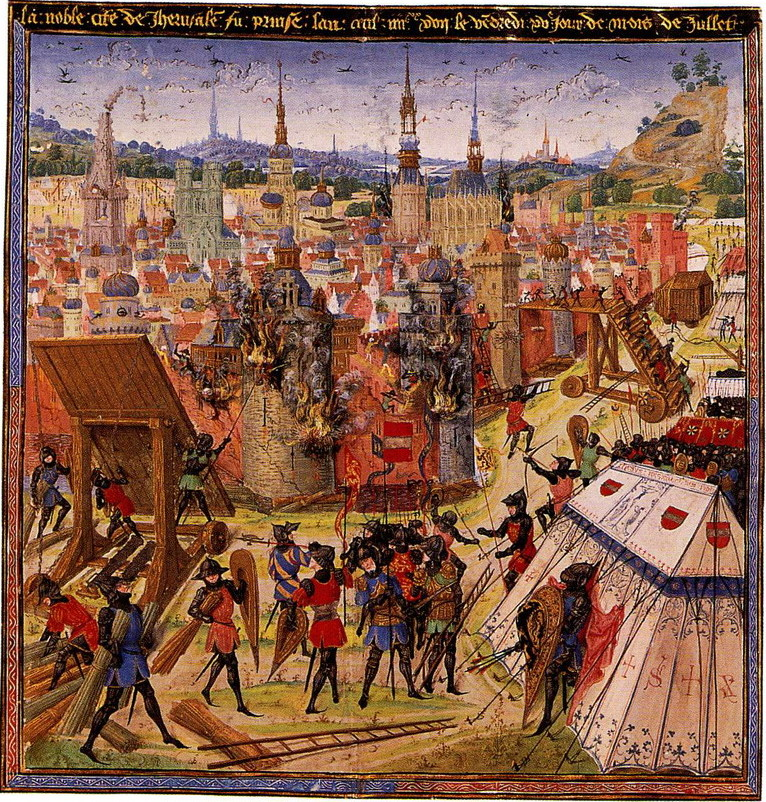
Zdobycie Jerozolimy (1099) podczas I wyprawy krzyżowej (miniatura z XV-wiecznego manuskryptu)

#### Wyprawy rycerskie w latach 1095–1291
- I wyprawa krzyżowa (1096–1099) – stanowiła bezpośrednią odpowiedź na wezwanie papieża Urbana II podczas synodu w Clermont. W skład wyprawy weszli rycerze lotaryńscy (w Bizancjum i na Bliskim Wschodzie nazywani „Frankami”) oraz Normanowie i Prowansalczycy. W trakcie wyprawy krzyżowcy zdobyli m.in. Niceę, Antiochię, Ma’arrat an-Numan, a wreszcie Jerozolimę, gdzie utworzyli Królestwo Jerozolimskie. Była to jedyna wyprawa zakończona pełnym sukcesem wojsk Zachodu.
- Krucjata 1101 roku – pomniejsza wyprawa, której celem było wsparcie państw krzyżowych. Wojska krucjaty zostały pokonane przez Seldżuków na terenie Anatolii.
- Krucjata norweska (1107–1110) – pomniejsza wyprawa, której celem było wsparcie państw krzyżowych. Była to pierwsza krucjata, którą dowodził europejski monarcha – Sigurd I Krzyżowiec. W trakcie wyprawy krzyżowcy zdobyli Sydon.
- II wyprawa krzyżowa (1147–1149) – zorganizowana w odpowiedzi na zdobycie przez muzułmanów hrabstwa Edessy. Wyprawą dowodziło dwóch europejskich monarchów – król Francji Ludwik VII i cesarz Konrad III. Krzyżowcy ponieśli klęskę w bitwie pod Doryleum, a następnie odstąpili od oblężenia Damaszku.
- III wyprawa krzyżowa (1189–1192) – zorganizowana w odpowiedzi na zdobycie Jerozolimy przez wojska Saladyna. Wyprawą dowodzili: cesarz Fryderyk I Barbarossa, król Francji Filip II August oraz król Anglii Ryszard I Lwie Serce. Fryderyk Barbarossa utonął w trakcie wyprawy, natomiast siły Ryszarda zdobyły Akkę i pokonały wojska Saladyna w bitwach pod Arsuf i Jafą. Ryszard nie zdecydował się na oblężenie Jerozolimy, a zamiast tego podpisał z Saladynem ugodę.
- IV wyprawa krzyżowa (1202–1204) – jej celem było wsparcie państw łacińskich na Bliskim Wschodzie, jednak na skutek manipulacji doży weneckiego Henryka Dandolo, krzyżowcy zaatakowali Bizancjum, zdobyli Zadar, a następnie Konstantynopol i utworzyli małe państwo nazwane Cesarstwem Łacińskim.
- V wyprawa krzyżowa (1217–1221) – skierowana przeciw Egiptowi. Wyprawą dowodzili: król Węgier Andrzej II, książę Antiochii Boemund IV oraz król Cypru Hugo I Cypryjski. Krzyżowcom udało się zdobyć Damiettę, ale nie wykorzystali tego sukcesu i wkrótce zostali wyparci z Egiptu.
- Wyprawa Fryderyka II (1228–1229) – zorganizowana przez cesarza rzymsko-niemieckiego Fryderyka II. Niektórzy historycy uważają ekspedycję cesarza za VI wyprawę krzyżową. Nie miała ona jednak charakteru wyprawy zbrojnej, a była swego rodzaju misją dyplomatyczną. Na drodze rokowań udało się krzyżowcom odzyskać Jerozolimę z korytarzem łączącym ją z wybrzeżem, a także Betlejem i Nazaret. Sukces tej wyprawy był większy od efektów wielu militarnych krucjat. W przypadku uznania tej misji za wyprawę krzyżową, numeracja kolejnych krucjat ulega zmianie (z VI na VII i z VII na VIII).
- VI wyprawa krzyżowa (1248–1254) – zorganizowana przez króla Francji Ludwika IX na wieść o zdobyciu Jerozolimy przez Chorezmijczyków w 1244. Krzyżowcy ponownie zdobyli Damiettę, ale później ponieśli klęski w bitwach pod Al-Mansurą i Fariskur. Podczas tej ostatniej do niewoli dostał się sam francuski monarcha, co ostatecznie zakończyło wyprawę.
- VII wyprawa krzyżowa (1270) – zorganizowana przez Ludwika IX, który tym razem zaatakował Tunis w celu zmuszenia jego władcy do przejścia na chrześcijaństwo. Oblężenie było nieudane, a w obozie krzyżowców wybuchła zaraza (prawdopodobnie dżuma), wskutek której zmarł król. Po śmierci Ludwika IX wojska krzyżowców powróciły do Europy.
- Wyprawa Edwarda I (1271–1272) – zorganizowana przez Edwarda I (późniejszego króla Anglii) wraz z Ludwikiem IX. Po śmierci Ludwika w Tunisie Edward popłynął do Palestyny i odniósł kilka zwycięstw nad Bajbarsem. W 1272 powrócił do Anglii, aby objąć tron po swoim ojcu. Wyprawa ta bywa łączona z VII wyprawą krzyżową.

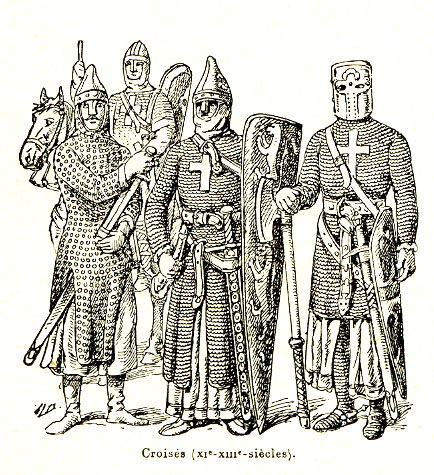
Krzyżowcy z XI-XIII wieku

#### Wyprawy ludowe w latach 1095–1291
Oprócz oficjalnych wypraw krzyżowych organizowane były tzw. wyprawy ludowe, w których uczestniczyły tłumy chłopów, biedoty i pospolitych przestępców, często podróżujących z całymi rodzinami. Wszystkie zakończyły się masakrami i potępieniem ich uczestników przez papieży. Do krucjat ludowych zaliczane są:
- I wyprawa ludowa (1096) – poprzedzająca I wyprawę krzyżową, prowadzona przez kaznodzieję Piotra z Amiens. Krzyżowcy ludowi dokonali kilku masowych rzezi ludności żydowskiej w Nadrenii i na szlaku swoich przemarszów, a po wkroczeniu do Azji Mniejszej zostali zmasakrowani przez oddziały sułtana Kilidż Arslana podczas oblężenia zamku Kserigordon i w bitwie pod Civetot.
- II wyprawa ludowa (1147) – towarzysząca II wyprawie krzyżowej, podzieliła losy głównej wyprawy.
- Krucjata dziecięca (1212) – prowadzona przez grupę francuskich i włoskich kaznodziejów ludowych, zgromadziła kilkadziesiąt tysięcy dzieci, które załadowano na okręty weneckie i genueńskie. Większość dzieci zginęła z głodu na okrętach, reszta została wysadzona na Cyprze lub sprzedana w niewolę muzułmanom.

#### Wyprawy po 1291
- Krucjata aleksandryjska (1365) – wyprawa morska, w trakcie której krzyżowcy zdobyli i splądrowali Aleksandrię.
- Krucjata antytatarska – nieudana wyprawa przeprowadzona pod koniec XIV wieku przeciw świeżo nawróconej na islam Złotej Ordzie.
- Krucjaty antytureckie – trzy wyprawy ogłoszone przez papieży do walki z postępującym w Europie Imperium Osmańskim, m.in. wyprawa pod Nikopolis (1396) i pod Warnę (1444).

### Skutki wypraw krzyżowych

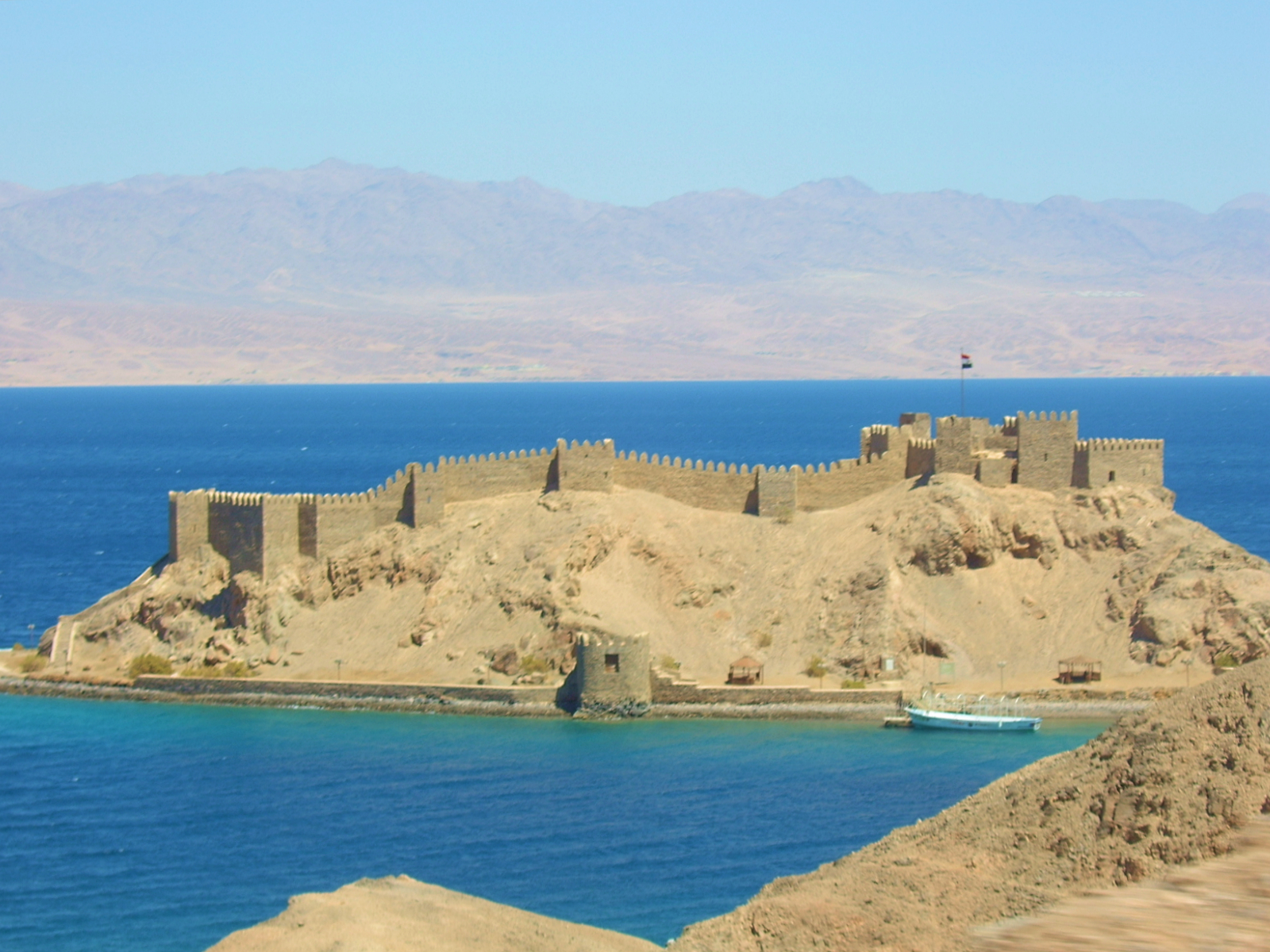
Zamek krzyżowców w zatoce Akaba

Mapa ukazująca Bliski Wschód pomiędzy pierwszą a drugą krucjatą

Najważniejsze skutki wypraw krzyżowych:
- znaczące osłabienie i częściowe zniszczenie wschodniego chrześcijaństwa wraz z jego bogatą kulturą;
- osłabienie Cesarstwa Bizantyńskiego;
- powstanie zakonów rycerskich w Ziemi Świętej (tj. templariusze, joannici i Krzyżacy);
- rozwój handlu lewantyńskiego;
- rozwój miast włoskich (szczególnie Wenecji i Genui);
- rozwój żeglugi morskiej;
- wzrost niechęci do pogan i innowierców w Europie;
- wzmocnienie autorytetu i władzy królów francuskich;
- rozkwit ruchu pielgrzymkowego;
- pogorszenie stosunków z wyznawcami prawosławia;
- śmierć setek tysięcy ludzi;
- nieodwracalne zniszczenie wielu dzieł sztuki, architektury itp.;
- rozwój architektury, medycyny, astronomii i nauk w Europie;
- nawiązanie przez Europejczyków kontaktu z kulturą Wschodu;
- powstanie Królestwa Jerozolimy będącego łącznikiem pomiędzy światem Zachodu i Wschodu, wymiana kulturowa ze Wschodem w dziedzinie nauki i sztuki.

## Krucjaty przeciw ludom północnej Europy
- Krucjaty północne (bałtyckie) – wspólna nazwa dla szeregu zbrojnych wypraw nadbałtyckich, prowadzonych głównie przez Niemców i kraje skandynawskie od XII do XIV wieku przeciw ludom mieszkającym na południowym i wschodnim wybrzeżu Morza Bałtyckiego. Można do nich zaliczyć krucjaty:
  - połabskie – przeciw Słowianom połabskim (m.in. Wieletom),
  - pruskie – przeciw bałtyckim Prusom,
  - liwońskie – przeciw takim ludom, jak Liwowie, Łatgalowie lub Kurowie (na terenie późniejszych Inflant – dzis. Łotwy i Estonii),
  - szwedzkie – przeciw Finom i ewentualnie prawosławnym Nowogrodzianom,
  - litewskie – przeciw Litwinom i Żmudzinom (nieudane).

## Krucjaty przeciw katarom, husytom i waldensom
- Krucjaty albigeńskie – na początku XIII wieku na terenie Langwedocji w południowej Francji, skierowane głównie przeciwko katarom, lecz także przeciw waldensom i innym grupom potępionym przez Kościół rzymski.
- Wojny husyckie – zbrojne działania prowadzone głównie przez Zygmunta Luksemburskiego przeciwko powstaniu czeskich husytów w pierwszej połowie XV wieku.
- Krucjata przeciwko waldensom – w drugiej połowie XV wieku w Alpach Zachodnich na pograniczu Francji i Sabaudii.

## Krucjaty przeciw katolikom
- Krucjata przeciwko Stedingerom – wyprawa przeciw mieszkańcom Stedingenu(inne języki) w północno-zachodnich Niemczech w latach 30. XIII wieku.
- Krucjata aragońska – kampania na terenie Katalonii przeciw Królestwu Aragonii pod koniec XIII wieku, będąca częścią większej wojny o dominację nad południowymi Włochami (nieszpory sycylijskie).

## Współczesne użycie terminu
W przenośni terminem „krucjata” określa się współcześnie także czasem wszelką społeczną działalność zaradczą, przedsiębraną z zapałem i entuzjazmem, oraz w duchu chrześcijaństwa (np. przeciw alkoholizmowi, zob. Krucjata Wyzwolenia Człowieka). Walka z alkoholizmem metodami medycznymi nie jest zwana krucjatą.